# 第48屆坎城影展
第48屆坎城影展於1995年5月17日（法國當地時間）至5月28日於坎城節慶宮舉行。本屆評審團主席由法國演員珍妮·摩露擔任，金棕櫚獎則由塞爾維亞導演艾米爾·庫斯杜力卡執導的《地下社會》獲得。
本屆坎城影展開幕片是尚-皮爾·桑里與馬克·卡侯合導的《驚異狂想曲》，閉幕片是山姆·雷米執導《致命的快感》。

## 主競賽評審
- 珍妮·摩露：演員。（評審團主席）
- 吉安尼·阿梅利奥：導演。
- 讓-克洛德·布里亞利：演員、導演。
- 納丁·戈迪默：作家。
- 蓋斯頓·卡柏（法语：Gaston Kaboré） ：導演。
- 米雪勒·瑞（法语：Michèle Ray-Gavras）：電影監製。
- 埃米利奧·加西亞·里拉（西班牙语：Emilio Garcia Riera）：演員、作家、影評。
- 菲利普·魯斯洛特（法语：Philippe Rousselot）：攝影。
- 約翰·華特斯：導演。
- 瑪麗亞·茲維列娃（俄语：Зверева, Мария Изольдовна）：編劇。

## 官方單元

### 正式競賽片
以下電影參與角逐金棕櫚獎：
| 中文片名                 | 原文片名                                | 導演                   | 製作國        |
| ------------------------ | --------------------------------------- | ---------------------- | ------------- |
| 《搖啊搖，搖到外婆橋》   | 《搖啊搖，搖到外婆橋》                  | 張藝謀                 | 中国          |
| 《驚異狂想曲》           | La cité des enfants perdus              | 尚-皮耶·居內 馬克·卡侯 | 法國          |
| 《艾德伍德》             | Ed Wood                                 | 提姆·波頓              | 美国          |
| 《不要忘記你將死》       | N'oublie pas que tu vas mourir          | 札維耶·波瓦            | 法國          |
| 《你看見死亡的顏色嗎？》 | Dead Man                                | 吉姆·賈木許            | 美国          |
| 《以祖國之名》           | Land and Freedom                        | 肯·洛區                | 英国          |
| 《好男好女》             | 《好男好女》                            | 侯孝賢                 | 臺灣          |
| 《尤里西斯生命之旅》     | Το βλέμμα του Οδυσσέα                   | 狄奧·安哲羅普洛斯      | 希腊          |
| 《地下社會》             | Подземље                                | 艾米爾·庫斯杜力卡      | 南斯拉夫      |
| 《恨》                   | La Haine                                | 馬修·卡索維茨          | 法國          |
| 《情色風暴》             | Angels & Insects                        | 菲力普·哈斯            | 美国、 英国   |
| 《惡魔與深藍海》         | Between the Devil and the Deep Blue Sea | 馬里翁·昂塞爾          | 法國、 比利时 |
| 《遠東之旅》             | Beyond Rangoon                          | 約翰·鮑曼              | 美国          |
| 《玻璃情人》             | Carrington                              | 克里斯多夫·漢普頓      | 英国、 法國   |
| 《柯羅內的故事》         | Historias del Kronen                    | 蒙索·阿曼達斯          | 西班牙        |
| 《總統的秘密情人》       | Jefferson in Paris                      | 詹姆士·艾佛利          | 美国、 法國   |
| 《衝擊年代》             | Kids                                    | 賴瑞·克拉克            | 美国          |
| 《骯髒的愛情》           | L'amore molesto                         | 馬利歐·馬爾多那        | 義大利        |
| 《愛慾修道院》           | O Convento                              | 曼諾·迪·奧利維拉       | 葡萄牙        |
| 《蝸牛參議員》           | Senatorul melcilor                      | 米爾切亞·丹流克        | 羅馬尼亞      |
| 《寫樂》                 |                                         | 篠田正浩               | 日本          |
| 《瘋狂喬治王》           | The Madness of King George              | 尼可拉斯·海納          | 英国          |
| 《時間》                 | Waati                                   | 蘇雷曼·西塞            |               |
| 《霓虹寶典》             | The Neon Bible                          | 特倫斯·戴維斯          | 英国          |

## 獎項

### 正式競賽單元
- 金棕櫚獎：《地下社會》- 艾米爾·庫斯杜力卡
- 評審團大獎：《尤里西斯生命之旅》- 狄奧·安哲羅普洛斯
- 最佳導演獎：馬修·卡索維茨 - 《恨》
- 評審團獎：《不要忘記你將死（法语：N'oublie pas que tu vas mourir）》- 札維耶·波瓦
- 評審團特別獎：《玻璃情人（英语：Carrington (film)）》 - 克里斯多夫·漢普頓
- 最佳男演員獎：喬納森·普賴斯 - 《玻璃情人（英语：Carrington (film)）》
- 最佳女演員獎：海倫·米蘭 - 《瘋狂喬治王》

### 會外獎項
- 費比西獎：
  - 《以祖國之名（英语：Land and Freedom）》- 肯·洛區
  - 《尤里西斯生命之旅》- 狄奧·安哲羅普洛斯
- 高等技術大獎（攝影）：呂樂 - 《搖啊搖，搖到外婆橋》

## 外部連結
- 坎城影展官方網站 （页面存档备份，存于）